# پیترو آناستاسی
پیترو آناستاسی (به ایتالیایی: Pietro Anastasi) (زاده ۷ آوریل ۱۹۴۸ – درگذشته ۱۷ ژانویه ۲۰۲۰) بازیکن فوتبال و مهاجم اهل ایتالیا بود

## تیم ملی
از سال ۱۹۶۸ میلادی عضو تیم ملی فوتبال ایتالیا بوده و در ۲۵ بازی ملی حضور داشته‌است. او در بازی‌های ملی‌اش ۸ گل به ثمر رساند.
پیترو آناستاسی آخرین بازی ملی خود را در سال ۱۹۷۵ میلادی انجام داد.